# Мудрак Олександра Ярославівна
Олександра Ярославівна Мудрак (нар. смт Гусятин, Україна) — українська поетка.

## Життєпис
Олександра Мудрак народилася у смт Гусятині.
Студентка Гусятинського коледжу Тернопільського національного технічного університету імені Івана Пулюя.

## Творчість
Поезії друкувалася в обласних газетах «Вільне життя плюс» та «Свобода плюс Тернопільщина», збірнику Тернопільського відділення Малої академії наук України «Проби пера».
Авторка збірок:
- «Життя — найвища цінність на землі» (2012),
- «Весна і до тебе прийде, Україно!» (2015).

## Відзнаки
- III місце у Міжнародному фестивалі-конкурсі дитячо-юнацької журналістики «Прес-весна на Дніпрових схилах» (2017),
- диплом-відзнака Всеукраїнського поетичного вернісажу імені Максима Рильського «Троянди й виноград» (2017)[1],
- переможниця Міжнародного мультимистецького літературного конкурсу «Молода КороНація» (2018)[2][3][4][5],
- дипломантка Міжнародного літературного конкурсу «Гранослов» (2018),
- диплом І ступеня Тернопільського обласного творчого конкурсу авторської пісні та поезії серед учнів, студентів, працівників професійних та вищих закладів освіти І-IV р.а. (2018),
- І місце серед студентів ВНЗ І-ІІ рівнів акредитації негуманітарних спеціальностей обласного етапу IX Міжнародного мовно-літературного конкурсу учнівської та студентської молоді імені Тараса Шевченка (2018),
- диплом І ступеня обласного творчого конкурсу авторської пісні та поезії серед учнів, студентів, працівників професійних та вищих закладів освіти І-IV р.а. (2019),
- диплом II ступеня у II етапі Всеукраїнського конкурсу-захисту науково-дослідницьких робіт учнів-членів МАН України (2019),
- III місце у IV (фінальному) етапі IX Міжнародного мовно-літературного конкурсу учнівської та студентської молоді імені Тараса Шевченка, II місце у обласному етапі цього ж конкурсу (2019), I місце (2020)[6],
- диплом І ступеня у III етапі (обласному) XX Міжнародного конкурсу з української мови імені Петра Яцика (2019),
- диплом і відзнака V Міжнародного літературного конкурсу рукописів прози на кращу книжку року «Крилатий Лев» (2020)[7][8][9][10].